# Sigibert von Köln

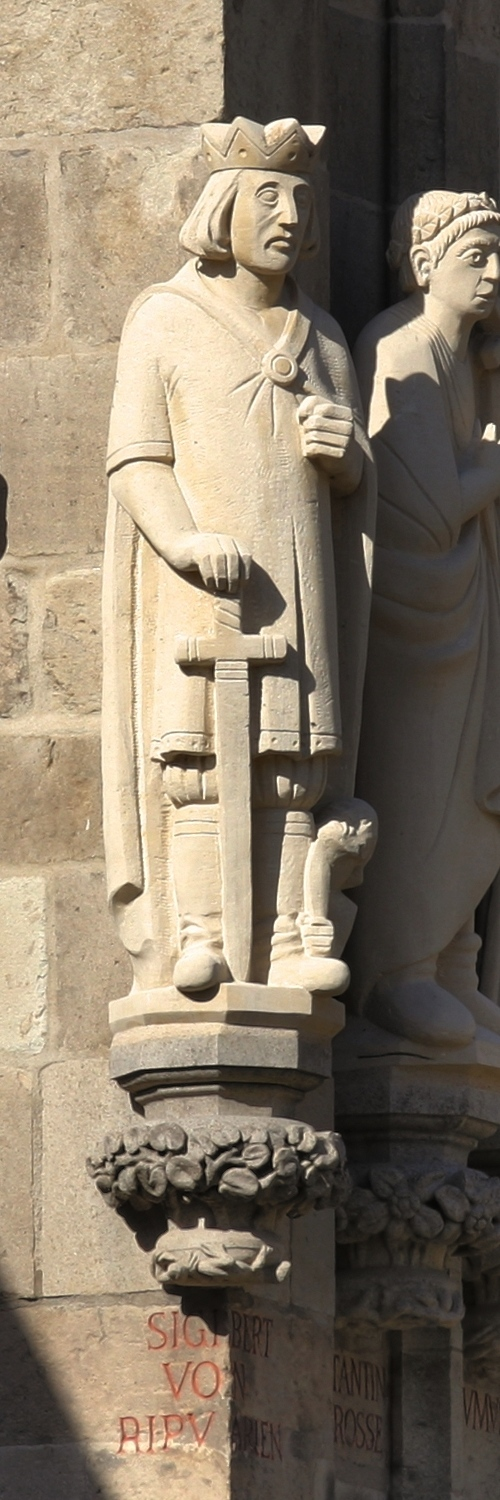
Statue des Sigibert von Ripuarien am Kölner Rathausturm

Sigibert von Köln, der Lahme, war ein fränkischer Kleinkönig, der um 500 über Köln und wohl auch Teile des Rheinlandes (Rheinfranken) herrschte. Er war der erste namentlich bekannte König der ripuarischen Franken. Er nutzte als Residenz den ehemaligen römischen Statthalterpalast (Prätorium) in Köln.  Über seine Herkunft ist nur wenig bekannt. Ob er aus dem Geschlecht der Merowinger stammt, ist unklar, wird aber in der Forschung häufiger verneint als befürwortet.
Sigibert wurde in der Schlacht von Zülpich, die die Franken wohl im Jahr 496 oder 497 gegen die Alamannen schlugen, am Knie verwundet. Aufgrund dieser Verletzung trug er auch den Beinamen „der Lahme“. Nach dem Geschichtswerk Decem libri historiarum des Gregor von Tours stiftete Chlodwig I. Sigiberts Sohn Chloderich dazu an, seinen Vater zu ermorden (Greg. Tur. II. 40). Dieser ließ seinen Vater daraufhin tatsächlich umbringen und wurde für kurze Zeit sein Nachfolger. Wenig später bezichtigte Chlodwig ihn deshalb, ein Mörder zu sein, und ließ ihn umbringen, obwohl Chloderich ihn vorher in einer Schlacht gegen die Westgoten unterstützt hatte. Daraufhin wurde Chlodwig auch zum König der Rheinfranken erhoben. Sigibert starb demnach vor 511, dem Todesjahr Chlodwigs. Die genaue Chronologie der Ereignisse ist allerdings unklar, Sigibert wurde wohl erst nach 508 ermordet.